# Jesse James
Jesse James (ur. 5 września 1847 w hrabstwie Clay w stanie Missouri, zm. 3 kwietnia 1882 w St. Joseph w stanie Missouri) – amerykański bandyta, rewolwerowiec.

## Życiorys
Urodził się w rodzinie pastora Kościoła baptystów. W czasie wojny secesyjnej (1861–1865) dołączył (wraz ze starszym bratem Frankiem) do grupy bojowników sympatyzujących z konfederatami.
Po wojnie obaj bracia James oraz ich kuzyni nazwiskiem Younger sformowali bandę rabującą pociągi, dyliżanse i małe banki. Jesse James przewodził w Missouri i kilku innych stanach co najmniej 25 napadom, podczas których zginęli ludzie. Niektórzy piewcy legendy Dzikiego Zachodu pisali, że Jesse był bohaterem, który pieniądze z napadów przekazywał biednym – w rzeczywistości był zwykłym przestępcą.
W roku 1871 bankierzy wynajęli agencję detektywistyczną Pinkertona, ale ta przez dziesięć lat nie zdołała niczego osiągnąć. W 1875 roku bomba, wrzucona przez okno do domu Jamesów, ciężko raniła matkę bandyty i zabiła jego przyrodniego brata. Pogłoski mówiły, że była to sprawka Pinkertona i że Jesse James jest niewinnie prześladowany. Sześć lat później gubernator stanu Missouri, Thomas Crittenden, wyznaczył nagrodę w wysokości 10 000 dolarów za zatrzymanie Jessego lub Franka Jamesa.

## Śmierć
Gang Jamesa został rozbity w wyniku aresztowań, śmierci bądź zdrady członków. Według Jamesa jedynymi osobami godnymi jego zaufania byli bracia Robert i Charley Ford. James postanowił, aby ci przenieśli się do jego rezydencji. Nie wiedział jednak, że Robert Ford został zwerbowany przez ówczesnego gubernatora stanu Missouri celem wydania bandyty władzom.
3 kwietnia 1882 roku, tuż po śniadaniu, James i bracia Ford rozpoczęli przygotowania do kolejnego napadu. W ich trakcie James zdjął płaszcz oraz pas z bronią. W domu zauważył zakurzony obraz i podszedł by go oczyścić. Sytuację tę wykorzystał Robert Ford, który strzelił Jamesowi w tył głowy. Ford szczycił się zabójstwem Jamesa, odtwarzając zdarzenia z tamtego dnia. Za nagrodę za zabicie Jessego kupił bar, w którym został zamordowany 8 czerwca 1892 roku przez Edwarda Capeharta O’Kelleya.
Co do śmierci Jamesa w 1882 roku istnieją kontrowersje przedstawione w dziennikach Calamity Jane, według których Jane spotkała Jamesa w roku 1889 – czyli siedem lat po jego pogrzebie. Jane twierdziła, że w trumnie pochowano człowieka nazwiskiem Tracy lub Lynch – kuzyna Dzikiego Billa Hickoka. Napisała również, że Jesse żyje i ukrywa się pod nazwiskiem Dalton. Podczas spotkania miał jej powiedzieć, że ujawni swoją tożsamość jeśli dożyje setki. W połowie lat czterdziestych XX wieku J. Frank Dalton oświadczył, że to on jest Jesse Jamesem.

## Odniesienia w filmie
- 2007: Zabójstwo Jesse’ego Jamesa przez tchórzliwego Roberta Forda (ang. The Assassination of Jesse James by the Coward Robert Ford), reżyseria: Andrew Dominik[4].
- 2001: Bandyci (ang. American Outlaws), reżyseria: Les Mayfield[5].
- 1939: Jesse James, reżyseria: Henry King i Irving Cummings.